# Luca Radice
Luca Radice (Uster, 9 aprile 1987) è un allenatore di calcio ed ex calciatore svizzero naturalizzato italiano, di ruolo centrocampista.